# Notothyladaceae
Notothyladaceae là một họ rêu trong bộ Notothyladales.